# Gupeiite
La gupeiite è un minerale, il cui nome deriva da Gupeikou, il passaggio più orientale  sulla Grande muraglia cinese   nell'area di Yanshan, nella provincia cinese di Hebei; è stato scoperto nel 1984. È composto all'85,64% da ferro e per il restante 14,36 da silicio ed è fortemente magnetica.

## Morfologia
La gupeiite è stata trovata all'interno di sfere di ferro di 0,1-0,5mm di diametro.

## Origine e giacitura
La gupeiite è presente assieme alla xifengite (spesso anche hongquiite) nel nucleo di sfere costituite da esternamente da magnetite, wüstite e maghemite, internamente da kamacite e taenite. La conformazione delle sfere indica una formazione extraterrestre.